# Rozmluvy
Rozmluvy bylo exilové nakladatelství v Londýně, které založil roku 1982 Alexander Tomský (1947). Po převratu v roce 1990 se nakladatelství přesunulo do Prahy, kde s menšími přestávkami vydává dodnes. V Anglii vydávalo např. díla Ivana Klímy, Václava Havla, Ivana Diviše, Josefa Škvoreckého et al., v Česku pak Ivana Krause, Ivana Klímy, později specializované na autory převážně anglosaské provenience Paula Johnsona, Jane Austenovou, G. K. Chestertona, Oskara Wildea apod.